# Espuma

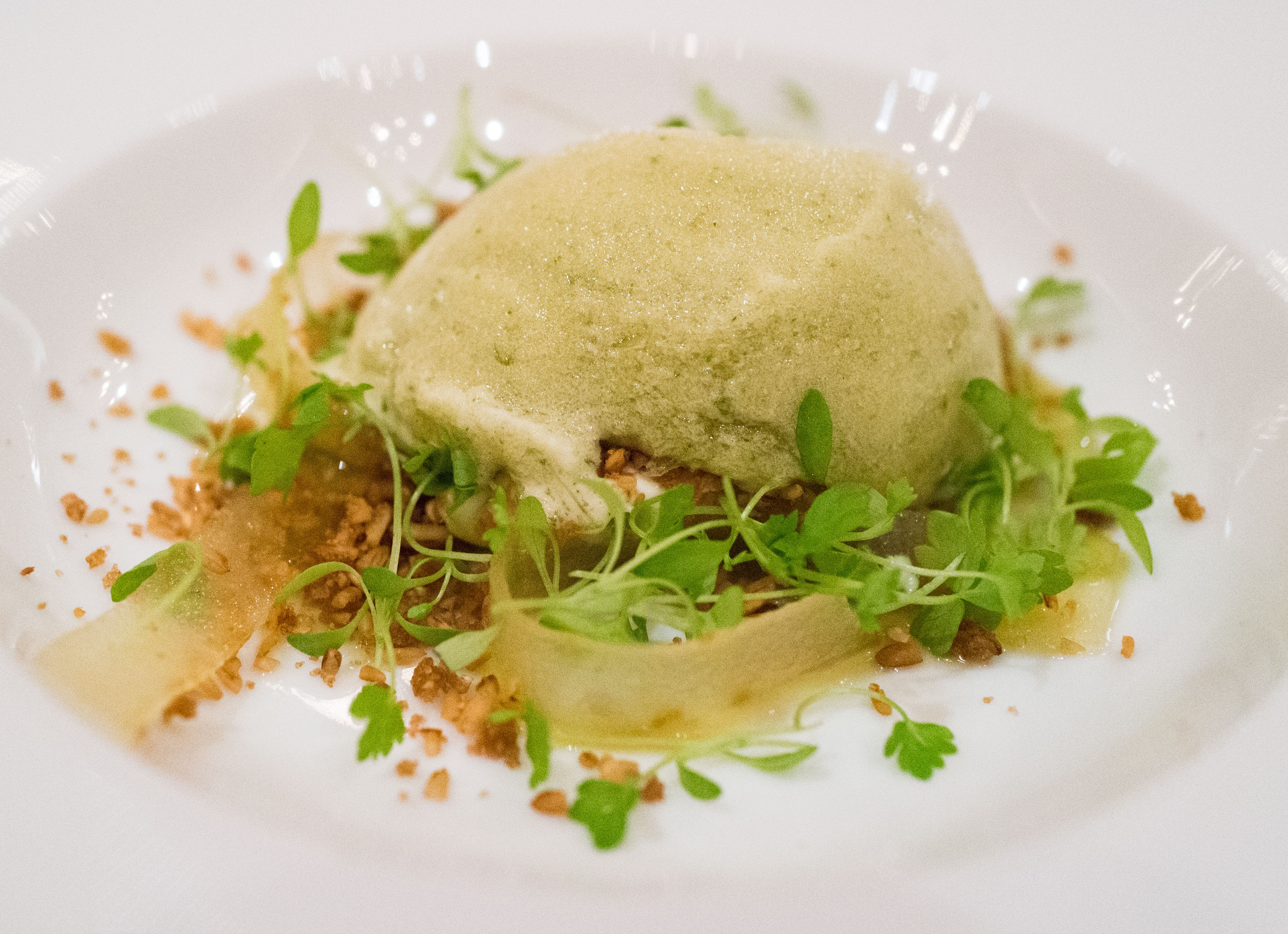
Een gerecht met een kookschuim gemaakt van skyr

Espuma (Spaans en Portugees: schuim) is een culinaire bereidingswijze. De methode werd bedacht door de Spaanse chef-kok Ferran Adria. Het principe is vrij eenvoudig: men mengt vloeibaar voedsel met gelatine en spuit dit op onder druk van lachgas. Dit vormt samen een luchtig schuim waaraan, in tegenstelling tot andere mengsels, geen eieren of room meer hoeven worden toegevoegd.
Espuma kan zowel in hartige als in zoete vorm worden bereid, en zowel koud als warm.
In tegenstelling tot een mousse wordt een espuma relatief snel vloeibaar en is daarom niet geschikt om langere tijd op tafel te staan bij bijvoorbeeld buffetten. Bovendien is de consistentie niet zo stevig als die van een mousse. Oudere gastronomen vergelijken graag de toestand van een espuma met die van een zabaglione.